# Bockenheimer Depot

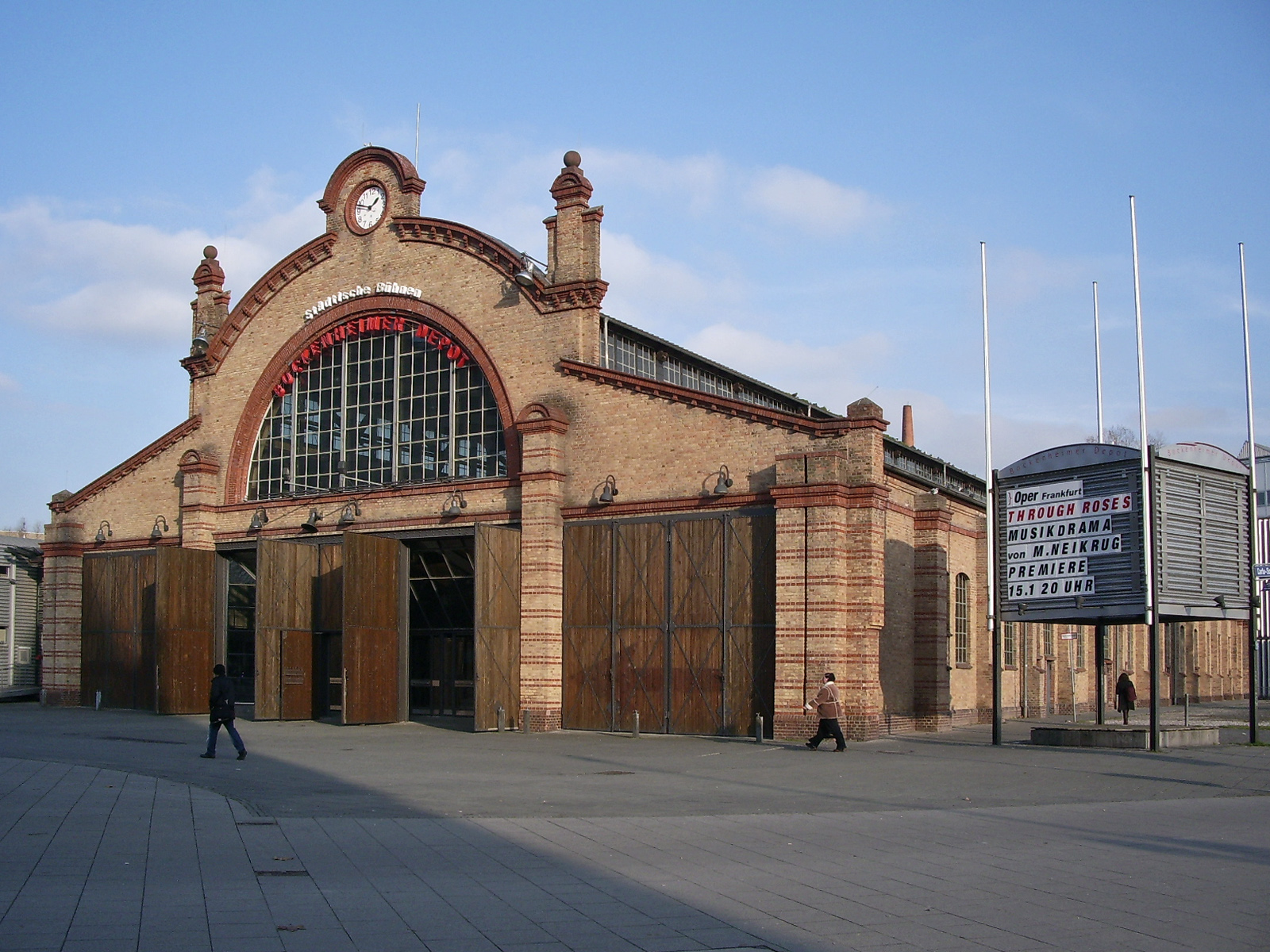
Bockenheimer Depot

Das Bockenheimer Depot ist ein ehemaliger Betriebshof und die ehemalige Hauptwerkstatt der Straßenbahn Frankfurt am Main. Das als Kulturdenkmal ausgewiesene Gebäude aus dem Jahr 1900 am Carlo-Schmid-Platz gegenüber der Bockenheimer Warte wird heute als Spielstätte der Städtischen Bühnen genutzt.

## Geschichte

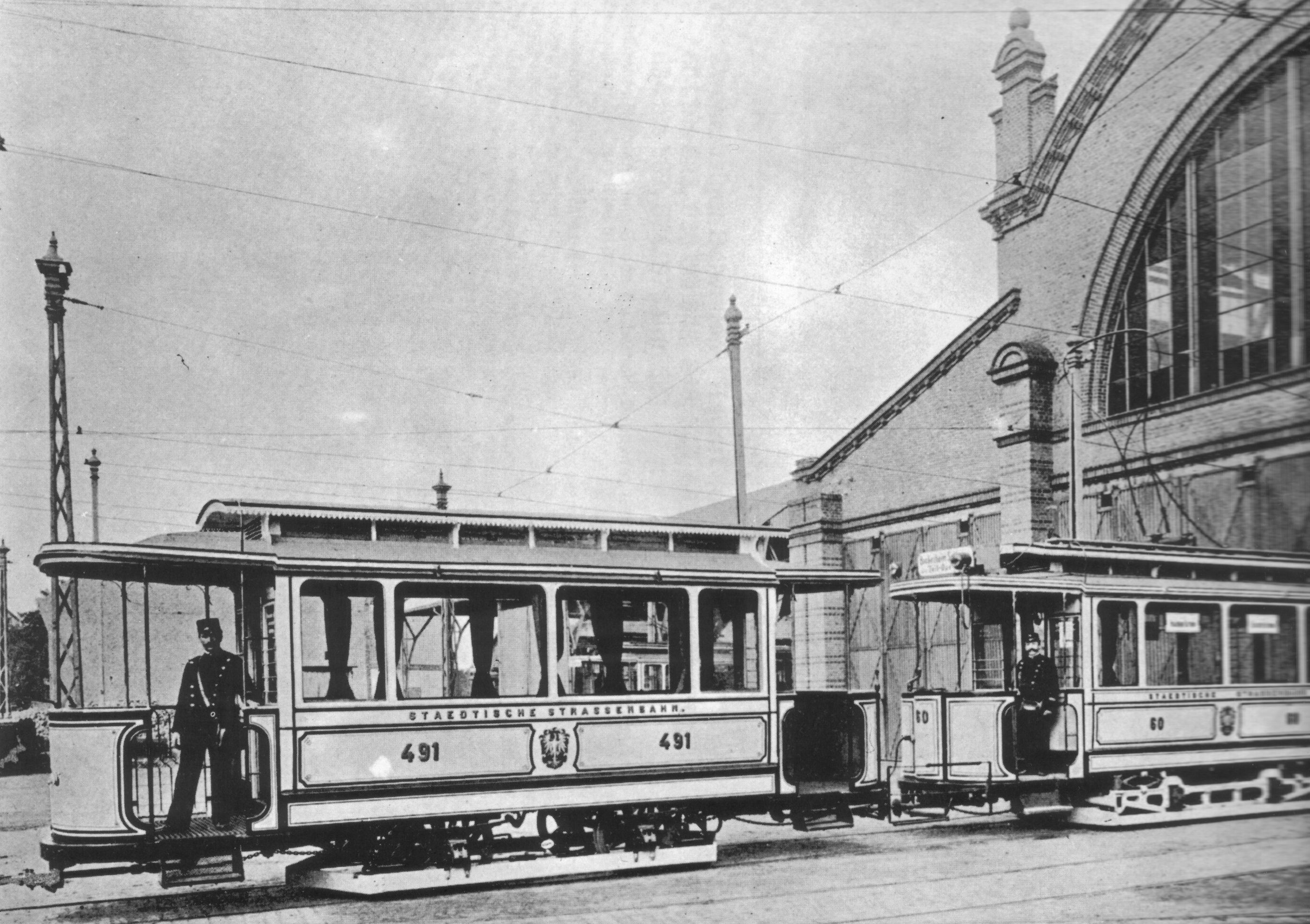
Straßenbahn des Typs A vor dem Depot, um 1900

Vor 1900 stand an Stelle des heutigen Gebäudes eine Wagenhalle aus Holz, die als Betriebshof der damaligen Pferdebahn diente. Diese Halle war für die elektrischen Triebwagen der Straßenbahn nicht geeignet und wurde im Jahr 1900 abgerissen und durch das heutige Gebäude ersetzt. Dieser Neubau des Betriebshofes wurde durch eine hölzerne Halle für die Straßenbahn-Hauptwerkstatt ergänzt.
1944 wurde die Wagenhalle, im Gegensatz zur benachbarten Halle der Hauptwerkstatt, durch Luftangriffe nur geringfügig beschädigt, dennoch zog sich die Instandsetzung über 12 Jahre hin. Bald nach dem Zweiten Weltkrieg reichte der Platz für die Bedürfnisse der Hauptwerkstatt nicht mehr aus, so dass am 6. Februar 1966 der Betriebshof Bockenheim aufgelöst wurde und die Straßenbahn-Hauptwerkstatt auf alle Hallen ausgeweitet wurde. Im Oktober 1978 wurde der Neubau der Stadtbahnzentralwerkstatt in Frankfurt-Praunheim eröffnet und das Depot vollständig stillgelegt. Bereits 1979 wurde die Halle als eines der ersten Industriedenkmäler im Rhein-Main-Gebiet unter Denkmalschutz gestellt.
Von 1981 bis 1985 war die Fahrzeugsammlung des Frankfurter Feldbahnmuseums (damals Dampfbahn Rhein-Main e. V.) im Depot untergebracht; für den gelegentlichen Fahrbetrieb mussten jedes Mal Schmalspurgleise provisorisch im Hof des Depots verlegt werden. 1985 bezog der Verein die heutigen Räumlichkeiten des Feldbahnmuseums in Frankfurt-Rebstock.
Auch nach der Stilllegung des Depots lagen bis ungefähr 1986 auf dem Gelände noch Gleise, allerdings ohne Oberleitungen und Zufahrtsgleise, die an der Bockenheimer Warte bereits abgebaut waren. Zu dieser Zeit wurden die an der Nordseite noch vorhandene hölzerne Wagenhalle und alle anderen Nebengebäude abgerissen, um das Gelände als öffentlichen Parkplatz und für gelegentliche Veranstaltungen nutzen zu können, zum Beispiel für ein Gastspiel des Zirkus Roncalli im Jahre 1986.
Nach dem Brand des Opernhauses im November 1987 benötigte das Schauspiel Frankfurt dringend eine neue Spielstätte, da das bisherige Schauspielhaus vertretungsweise von der Oper Frankfurt genutzt wurde. Das Bockenheimer Depot wurde 1988 nach Plänen des Architekten Klaus Peter Heinrici renoviert und für 14 Millionen Deutsche Mark in ein Theater umgebaut. Dazu wurde unter anderem auch ein längsseitiger Anbau in modernem Stahlbau ergänzt, und vor dem Depot wurde ein großer Platz angelegt.
Nach der Wiedereröffnung der Oper im Jahre 1991 wurde das Depot hauptsächlich für Gastspiele verwendet. 1994 wurde hier zur 1200-Jahr-Feier der Stadt die Ausstellung „FFM 1200/Tradition und Perspektiven einer Stadt“ gezeigt. Ab 1995 war hier bis zu seiner Schließung 2004 das Theater am Turm zu Hause. Seitdem wird das Depot, das der Stadt Frankfurt am Main gehört, hauptsächlich von der Oper Frankfurt, dem Schauspiel Frankfurt und gelegentlich von der Dresden Frankfurt Dance Company (früher: The Forsythe Company) genutzt.
Die Oper nutzt das Depot vornehmlich für zeitgenössisches Musiktheater und für Barockopern. So wurden dort zum Beispiel die überaus erfolgreiche L’Orfeo-Inszenierung mit Christian Gerhaher in der Titelpartie und die erste deutsche Aufführung von Georg Friedrich Haas’ Oper Nacht gegeben. Darüber hinaus steht die Halle auch für andere Veranstaltungen zur Verfügung.

## Architektur

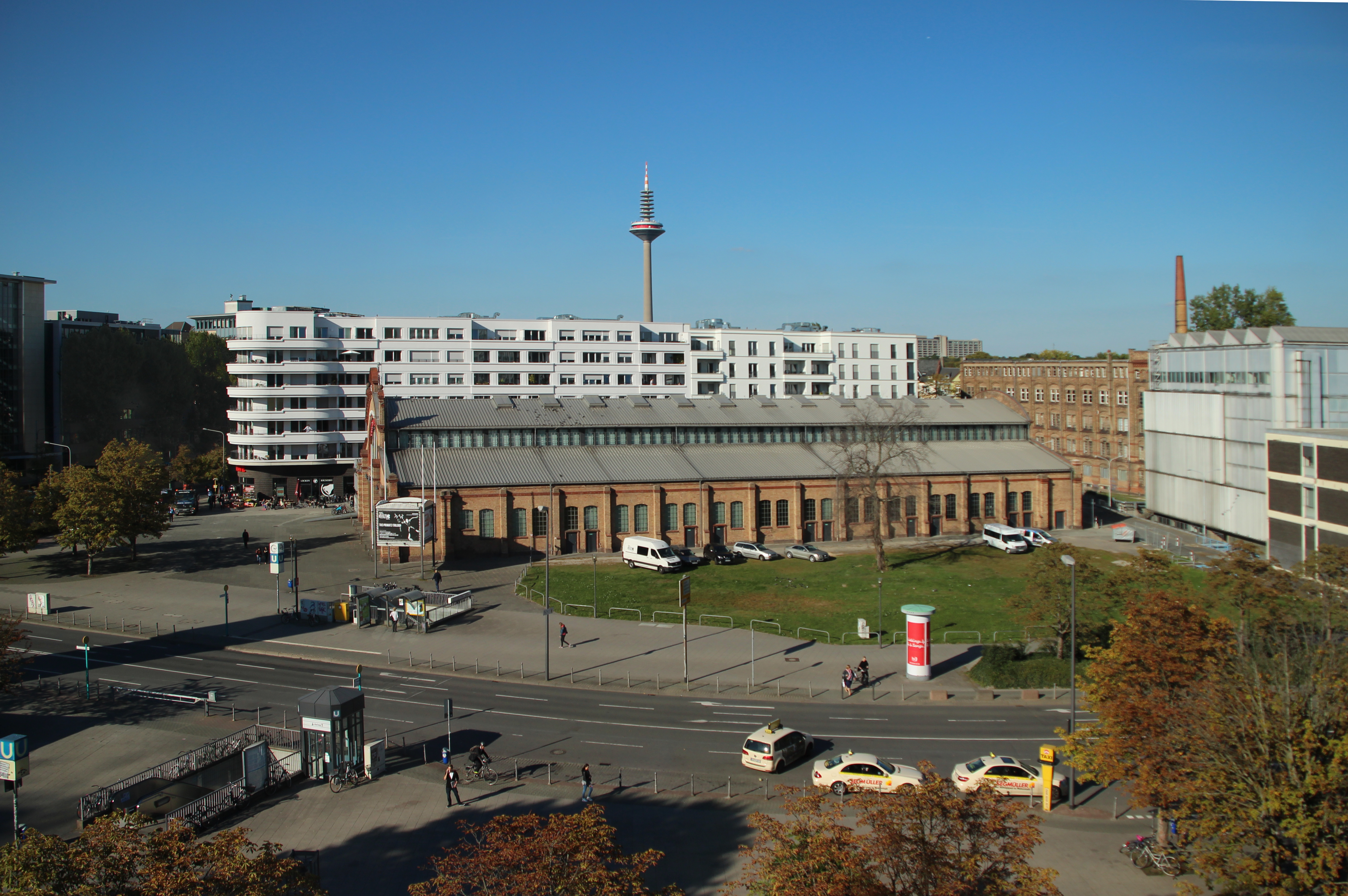
Das Bockenheimer Depot von der Uni aus gesehen

Kernstück des Depots ist die 1900 errichtete ehemalige Wagenhalle, eine dreischiffige Halle aus unverputztem gelben Ziegelmauerwerk mit roten Gesimsen und Zierbändern. Die Giebelseite ist durch vier Pfeiler und einen gemauerten Bogen mit einem halbrunden Fenster gegliedert. Über dem Giebel befindet sich eine Uhr, links und rechts zwei gemauerte Fialen. Bemerkenswert ist die hölzerne Dachkonstruktion aus halbkreisförmigen Bogenbindern, die auf den französischen Renaissance-Baumeister Philibert Delorme zurückgeht und in dieser Form nur noch in wenigen erhaltenen Bauten vorkommt, u. a. im Kuppelsaal der TU Wien. Das Mittelschiff ist 12 Meter hoch, die beiden Seitenschiffe jeweils 5,40 Meter. Die Halle überspannt eine Fläche von 75 mal 30 Metern und bietet bei Theaterveranstaltungen etwa 400 Sitzplätze oder bis zu 1.000 Stehplätze.
Das Depot ist ein Kulturdenkmal aufgrund des Hessischen Denkmalschutzgesetzes.

## Verkehrsanbindung
Das Depot liegt in unmittelbarer Nähe der Bockenheimer Warte und des Uni-Campus Bockenheim der Johann Wolfgang Goethe-Universität an der Gräfstraße. Zu erreichen ist es über die Haltestelle Bockenheimer Warte, die von der Straßenbahnlinie 16 und den Buslinien 32, 36, 50 und 75 sowie den Nachtbuslinien n1 und n11 angefahren wird, sowie über den U-Bahnhof Bockenheimer Warte, der von den U-Bahn-Linien U4, U6 und U7 bedient wird.